# Friedhof Vatiala
Der Friedhof Vatiala in Kangasala, Finnland ist ein von den Evangelisch-Lutherischen Gemeinden Tamperes getragener Friedhof in der finnischen Gemeinde Kangasala, nahe der Stadtgrenze zu Tampere. Der Friedhof wurde 1960 eingerichtet. Er hat eine Fläche von 25 ha, davon ein Waldfriedhof von 1,5 ha. Auf dem Friedhof gibt es eine Gedenkstätte und ein Gräberfeld für Konfessionslose.
Die vom Architekten Viljo Revell entworfene Kapelle ist ein wichtiges Werk der modernen finnischen Architektur. Als Baumaterial wurden Beton, Bronze und Kiefernholz verwandt. Die Inneneinrichtung der Kapelle wurde von Olli Borg entworfen. Der Entwurf der Friedhofsanlage stammt von Veikko Rauhala.
Auf dem Friedhof gibt es seit 2013 auch ein Krematorium.